# Gratis versus libre

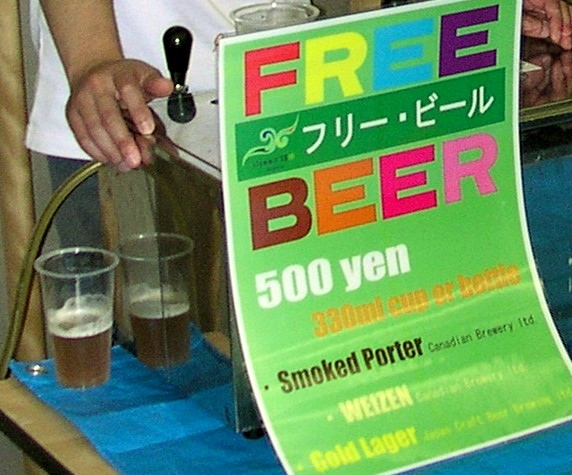
Verkoop van 'Free Beer' (gratis bier) op Isummit 2008 illustreert de zin "Free as in freedom, not free as in free beer"(Vrij zoals in vrijheid, niet vrij zoals in gratis bier); het recept van het bier en het label vrij beschikbaar onder CC-BY-SA ("Free as in freedom") maar niet gratis ("free as in free beer"), want het bier wordt verkocht voor 500 Yen.

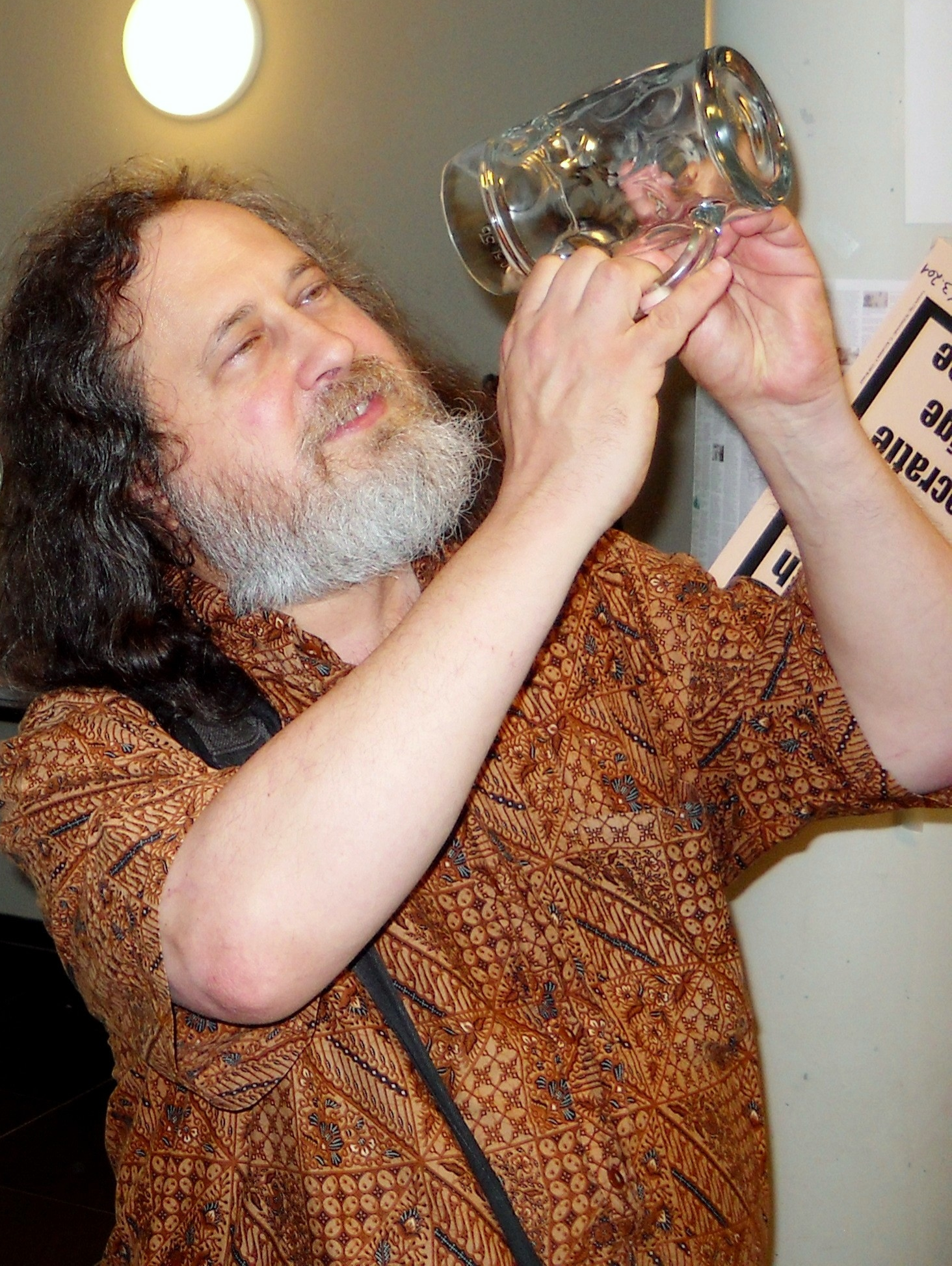
Richard Stallman illustreert zijn beroemde zin "Think free as in free speech, not free beer" met een bierglas. Brussel, RMLL, 9 juli 2013

Gratis versus libre is het onderscheid tussen de twee betekenissen van het Engelse bijvoeglijke naamwoord "free", namelijk "kosteloos" (gratis) en "met weinig of geen beperkingen" (libre of vrij). De dubbelzinnigheid van "free" kan problemen veroorzaken, waar het onderscheid belangrijk is. Dit is bijvoorbeeld het geval bij wetten met betrekking tot het gebruik van informatie, zoals auteursrechten en patenten.

## Voorbeeld
Freeware is gratis en (meestal) niet vrij, de meeste opensourcesoftware en alle vrije software is meestal gratis en altijd vrij: het recht om de broncode van de software te herverdelen.